# Philadelphia County
Philadelphia County är ett administrativt område i delstaten Pennsylvania i USA, med 1 526 006 invånare (2010). Den administrativa huvudorten (county seat) är Philadelphia.

## Politik
Philadelphia County har sedan 1930-talet tenderat att rösta på demokraterna i politiska val. Tidigare var det ett starkt republikanskt fäste.
Demokraternas kandidat har vunnit rösterna i countyt i samtliga presidentval sedan valet 1936. I valet 2016 vann demokraternas kandidat med 82,3 procent av rösterna mot 15,3 för republikanernas kandidat.

## Geografi
Enligt United States Census Bureau har countyt en total area på 370 km². 350 km² av den arean är land och 20 km² är vatten.

### Angränsande countyn
- Montgomery County - nord
- Bucks County - nordost
- Burlington County, New Jersey - öst
- Camden County, New Jersey - sydost
- Gloucester County, New Jersey - syd
- Delaware County - sydväst